# Sternotomis variabilis
Sternotomis variabilis es una especie de escarabajo longicornio del género Sternotomis, subfamilia Lamiinae. Fue descrita científicamente por Quedenfeldt en 1881.
Se distribuye por Ruanda, Zanzíbar, República Democrática del Congo, Sudán, República Centroafricana, Camerún, Angola, Uganda y Gabón. Posee una longitud corporal de 16-26 milímetros. El período de vuelo de esta especie ocurre únicamente en el mes de octubre.
Parte de su alimentación se compone de plantas de las familias Euphorbiaceae, Sapotaceae, Ebenaceae y Moraceae.

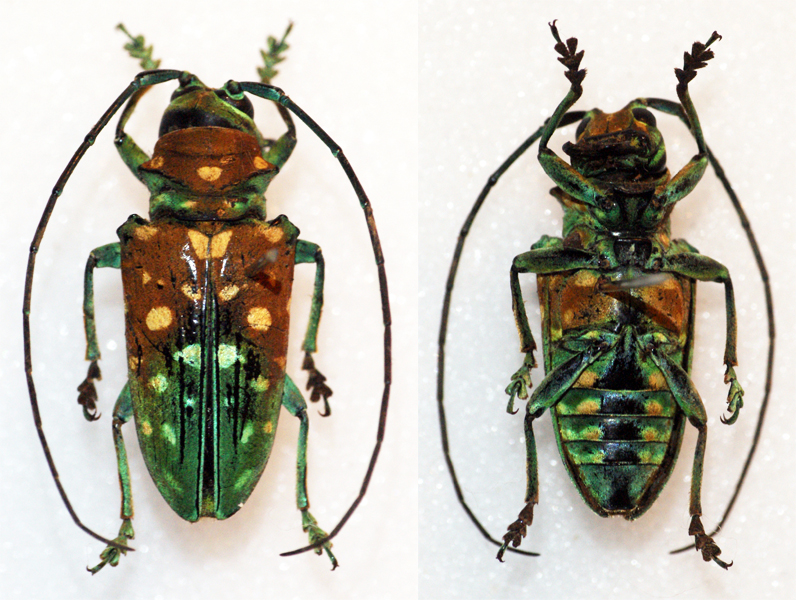
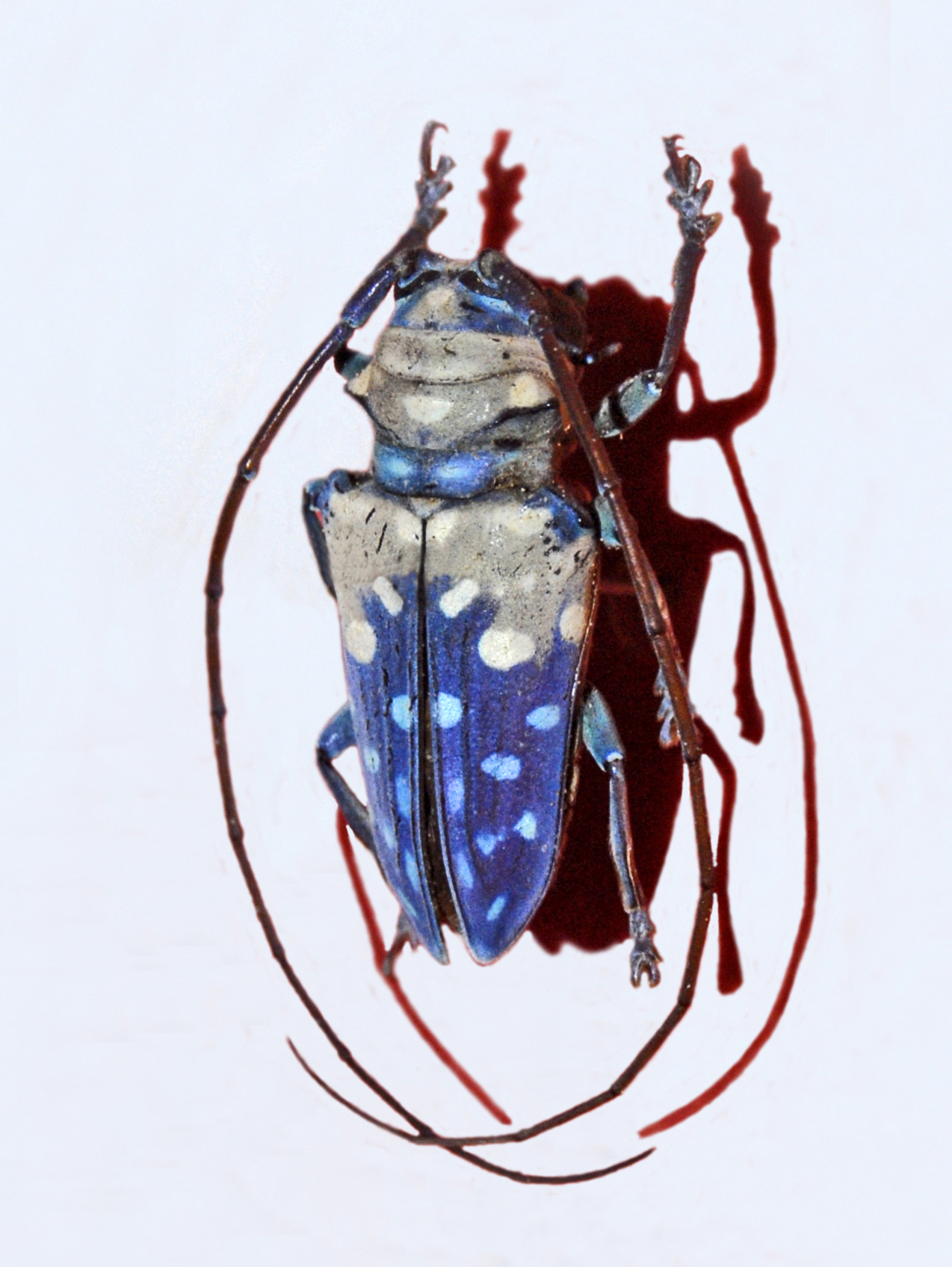